# Gastrotheca piperata
Gastrotheca piperata é uma espécie de anfíbio da família Hemiphractidae.
É endémica da Bolívia.
Os seus habitats naturais são: regiões subtropicais ou tropicais húmidas de alta altitude e marismas intermitentes de água doce.
Está ameaçada por perda de habitat.